# Lotfali Askar-Zadeh
Lotfali Askar-Zadeh (em azeri:  Lütfi Əsgərzadə, em persa: لطفعلی عسکرزاده), mais conhecido como Lotfi A. Zadeh (Bacu, 4 de fevereiro de 1921 - Berkeley, Califórnia 6 de setembro de 2017), foi um matemático, engenheiro eletrônico e cientista da computação estadunidense nascido no Azerbaijão, e professor de ciência da computação na Universidade da Califórnia em Berkeley.
Emigrou para o Irão para estudar na Universidade de Teerão e depois para os Estados Unidos em 1944, onde continuou os estudos no Instituto de Tecnologia de Massachusetts, na Universidade de Colúmbia e por fim na Universidade de Berkeley. É famoso por introduzir em 1965 a teoria de conjuntos difusos ou lógica difusa. É considerado o "pai" da teoria da possibilidade.
Pelos seus contributos neste campo recebeu vários prémios, entre os quase se destaca a Medalha Richard W. Hamming em 1992 e doutoramentos honoris causa de várias instituições de todo o mundo.

## Publicações selecionadas
Uma lista completa de publicações está disponível.
- — (1965). «FUZZY SETS AND SYSTEMS». In:  Fox, Jerome. Proceedings of the Symposium on System Theory, New York, N.Y., April 20, 21, 22, 1965. Symposium on System Theory (em inglês). XV. Polytechnic Institute of Brooklyn. pp. 29–39. ASIN B000L4NPSY. OCLC 1102587. Consultado em 30 de novembro de 2021 – via Internet Archive

- — (4 de dezembro de 1974). «Fuzzy Logic and Its Application to Approximate Reasoning.». In:  Rosenfeld, Jack L. Information Processing, Proceedings of the 6th IFIP Congress 1974, Stockholm, Sweden, August 5-10, 1974. North-Holland Publishing. pp. 591–594. ISBN 978-0720428032. LCCN 74076063

- —; Fu, King-Sun; Tanaka, Kokichi; Shimura, Masamichi (1975). «Calculus of fuzzy restrictions». Fuzzy Sets and their Applications to Cognitive and Decision Processes (em inglês). New York: Academic Press. pp. 1–39. ISBN 978-0-12-775260-0. doi:10.1016/C2013-0-11734-5

- — (2006). «From Computing with Numbers to Computing with Words». Annals of the New York Academy of Sciences. 929 (1): 221–252. PMID 11357866. doi:10.1111/j.1749-6632.2001.tb05718.x

- — (12 de julho de 2012). Computing with Words: Principal Concepts and Ideas. Col: Studies in fuzziness and soft computing (em inglês). 277 2012 ed. [S.l.]: Springer-Verlag. ISBN 978-3-642-27472-5. ISSN 1434-9922. LCCN 2012937218. OCLC 818324681. doi:10.1007/978-3-642-27473-2. eISSN 1860-0808